# Liste der Dauphins von Frankreich

Das Wappen des Dauphin de France. Neben den königlichen Fleur-de-Lys enthält es den Delfin der Dauphins von Viennois genannten Grafen von Albon.

Der Titel Dauphin von Frankreich (Dauphin de France) wurde seit dem späten Mittelalter dem ältesten Sohn und Thronfolger des amtierenden französischen Königs beigegeben. Er leitete sich von dem Titel Dauphin von Viennois ab, den die mittelalterlichen Grafen von Albon (Dauphiné) zu tragen pflegten. Der Titel Dauphin leitet sich vom Wappentier der Grafen, ein Delfin, ab. 
Im weiteren Sinn ist dieser Titel das französische Äquivalent zum englischen Prince of Wales oder zum spanischen Príncipe de Asturias.
1349 vermachte der Dauphin Humbert II. von Viennois, seine de jure zum Heiligen Römischen Reich gehörende Grafschaft Albon dem französischen König Philipp VI. Um kein Lehnsmann des Kaisers zu werden übertrug dieser die Grafschaft (auch Dauphiné genannt) seinem Enkel, dem präsumtiven Kronprinzen und späteren König Karl V. Als dieser 1364 den Thron bestieg setzte er diese Praxis fort und gab die Dauphiné an seinen ältesten Sohn, den späteren Karl VI., weiter. Hiermit etablierte sich für mehrere Generationen der Brauch, dem jeweiligen Thronerben die Dauphiné mitsamt Titel Dauphin als Apanage zu geben. König Karl VII. annektierte 1457 die Dauphiné in die französische Krondomäne, womit dieses Fürstentum als autonome Gebietskörperschaft aufhörte zu existieren. Traditionsbedingt blieb jedoch der Titel Dauphin mit dem jeweiligen Thronfolger Frankreichs verbunden, der nun Dauphin de France genannt wurde.
Zahlreiche Dauphins wurden nie König, weil sie früher als ihr Vater starben (z. B. Sohn Ludwig und Enkel Ludwig von Ludwig XIV.). In diesen Fällen ging der Titel an den in der Thronfolge nachrückenden Bruder oder auch Enkel über. Dagegen waren fünf Könige nie Dauphins, weil sie entweder, wie Karl IX. und sein jüngerer Bruder und Nachfolger, Heinrich III., als jüngere Brüder eines Königs (Franz II.) auf den Thron nachrückten oder weil sie selbst keine Königssöhne waren, sondern aus Nebenlinien kamen, wie Ludwig XII. (Valois-Orléans), Franz I. (Valois-Angoulême) und Heinrich IV. (Bourbon).
Für die Grafen von Albon/Dauphins von Viennois bis 1349 siehe den Artikel: Dauphin von Viennois

## Dauphins von Viennois aus dem königlichen Haus Valois

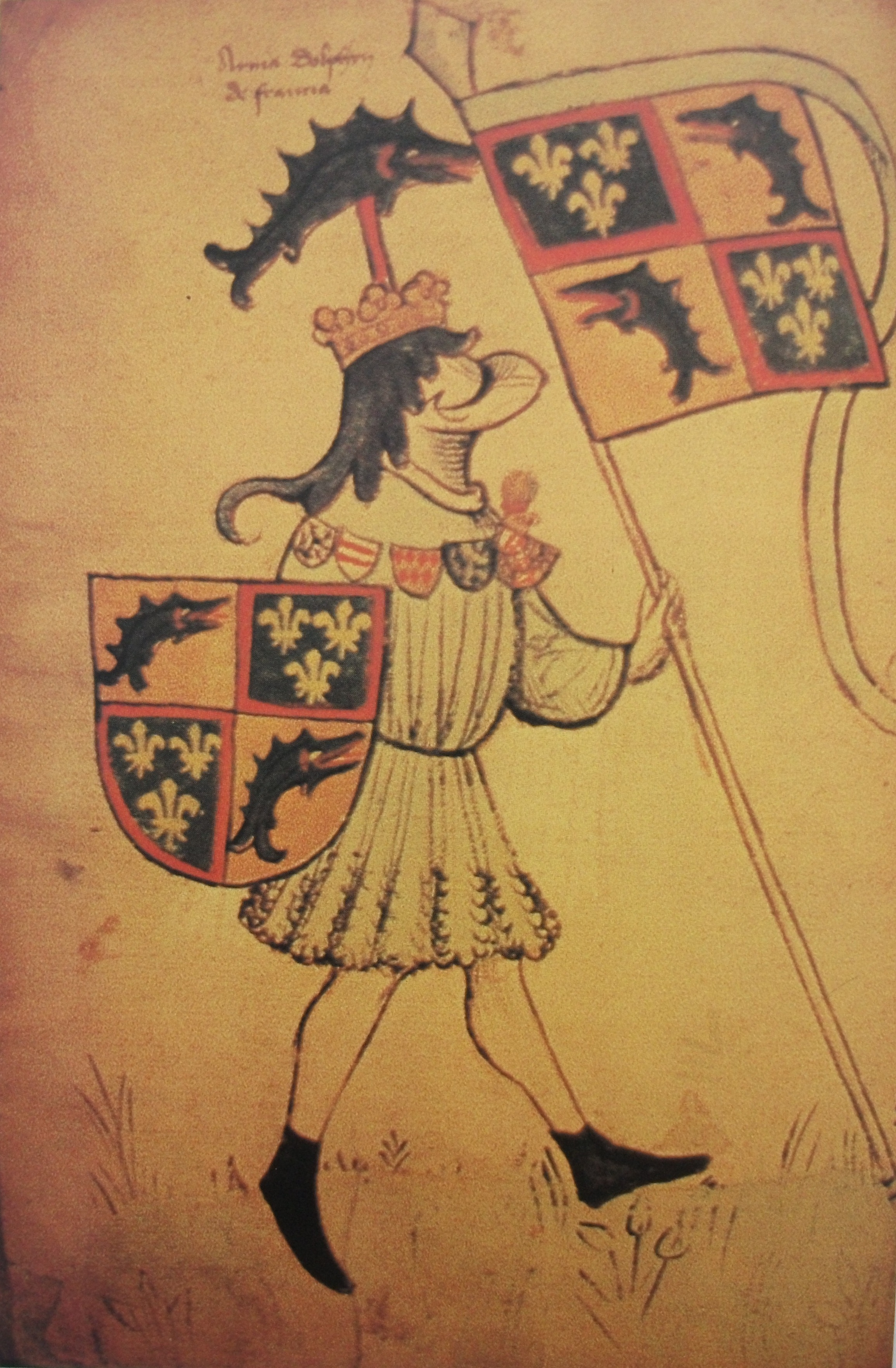
Der Dauphin und spätere französische König Ludwig XI. mit Delfin im Wappen und als Helmzier, um 1450 (Hyghalmen Schriftrolle, Heralds' College Manuscript)

| Dauphins                                                                                         | Regierungszeit |                                 | Anmerkungen                 |
| ------------------------------------------------------------------------------------------------ | -------------- | ------------------------------- | --------------------------- |
| Karl von Frankreich                                                                              | 1349–1364      | ältester Sohn König Johanns II. | König als Karl V. ab 1364   |
| Karl von Frankreich                                                                              | 1368–1380      | ältester Sohn König Karls V.    | König als Karl VI. ab 1380  |
| Karl von Frankreich                                                                              | 1386           | erster Sohn König Karls VI.     | starb vor dem Vater         |
| Karl von Frankreich                                                                              | 1392–1401      | zweiter Sohn König Karls VI.    | starb vor dem Vater         |
| Ludwig von Frankreich                                                                            | 1401–1415      | dritter Sohn König Karls VI.    | starb vor dem Vater         |
| Johann von Frankreich                                                                            | 1415–1417      | vierter Sohn König Karls VI.    | starb vor dem Vater         |
| Karl von Frankreich                                                                              | 1417–1422      | fünfter Sohn König Karls VI.    | König als Karl VII. ab 1422 |
| Ludwig von Frankreich                                                                            | 1423–1457      | ältester Sohn König Karls VII.  |                             |
| König Karl VII. annektierte die Dauphiné 1457 und vereinte sie mit der französischen Krondomäne. |                |                                 |                             |

## Dauphins von Frankreich

### Haus Valois
| Dauphin                    | Regierungszeit |                                | Anmerkungen                  |
| -------------------------- | -------------- | ------------------------------ | ---------------------------- |
| Ludwig von Frankreich      | 1457–1461      | ältester Sohn König Karls VII. | König als Ludwig XI. ab 1461 |
| Franz von Frankreich       | 1466           | dritter Sohn König Ludwigs XI. | starb vor dem Vater          |
| Karl von Frankreich        | 1470–1483      | vierter Sohn König Ludwigs XI. | König als Karl VIII. ab 1483 |
| Karl Roland von Frankreich | 1492–1495      | erster Sohn König Karls VIII.  | starb vor dem Vater          |
| Karl von Frankreich        | 1496           | dritter Sohn König Karls VIII. | starb vor dem Vater          |
| Franz von Frankreich       | 1497–1498      | vierter Sohn König Karls VIII. | starb vor dem Vater          |

### Haus Valois-Orléans
| Dauphin           | Regierungszeit |                                 | Anmerkungen         |
| ----------------- | -------------- | ------------------------------- | ------------------- |
| NN von Frankreich | 1508           | erster Sohn König Ludwigs XII.  | starb vor dem Vater |
| NN von Frankreich | 1512           | dritter Sohn König Ludwigs XII. | starb vor dem Vater |

### Haus Valois-Angoulême
| Dauphin                 | Regierungszeit |                                   | Anmerkungen                    |
| ----------------------- | -------------- | --------------------------------- | ------------------------------ |
| Franz von Frankreich    | 1518–1536      | erster Sohn König Franz I.        | starb vor dem Vater            |
| Heinrich von Frankreich | 1536–1547      | zweiter Sohn König Franz I.       | König als Heinrich II. ab 1547 |
| Franz von Frankreich    | 1547–1559      | ältester Sohn König Heinrichs II. | König als Franz II. ab 1559    |

### Haus Bourbon

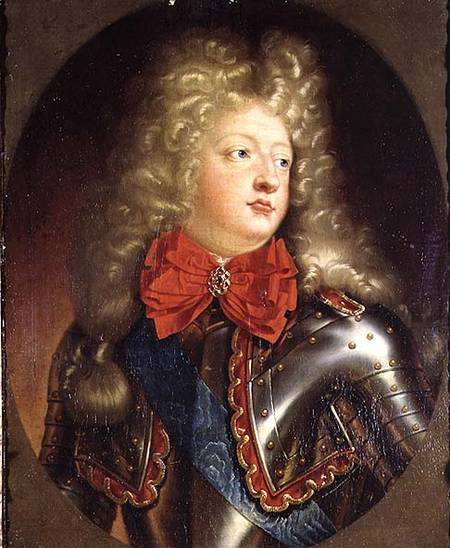
Porträt des Grand Dauphin Ludwig (1661–1711)

| Dauphin | Regierungszeit |                                   | Anmerkungen                                      |
| --- | -------------- | --------------------------------- | ------------------------------------------------ |
| Ludwig von Frankreich                                                                                              | 1601–1610      | ältester Sohn König Heinrichs IV. | König als Ludwig XIII. ab 1610                   |
| Ludwig von Frankreich                                                                                              | 1638–1643      | ältester Sohn König Ludwigs XIII. | König als Ludwig XIV. ab 1643                    |
| Ludwig von Frankreich                                                                                              | 1661–1711      | ältester Sohn König Ludwigs XIV.  | genannt le Grand Dauphin starb vor dem Vater     |
| Ludwig von Frankreich                                                                                              | 1711–1712      | ältester Sohn des Grand Dauphin   | genannt le Petit Dauphin starb vor dem Großvater |
| Ludwig von Frankreich                                                                                              | 1712           | zweiter Sohn des Petit Dauphin    | starb vor dem Urgroßvater                        |
| Ludwig von Frankreich                                                                                              | 1712–1715      | dritter Sohn des Petit Dauphin    | König als Ludwig XV. ab 1715                     |
| Ludwig von Frankreich                                                                                              | 1729–1765      | dritter Sohn König Ludwigs XV.    | starb vor dem Vater                              |
| Ludwig August von Frankreich                                                                                       | 1765–1774      | Enkelsohn König Ludwigs XV.       | König als Ludwig XVI. ab 1774                    |
| Ludwig Joseph von Frankreich                                                                                       | 1781–1789      | erster Sohn König Ludwigs XVI.    | starb vor dem Vater                              |
| Ludwig Karl von Frankreich                                                                                         | 1789–1791      | zweiter Sohn König Ludwigs XVI.   |                                                  |
| Der Titel Dauphin von Frankreich wurde 1791 abgeschafft und durch Fürst von Frankreich (Prince de France) ersetzt. |                |                                   |                                                  |

### Fürst von Frankreich während der Revolution

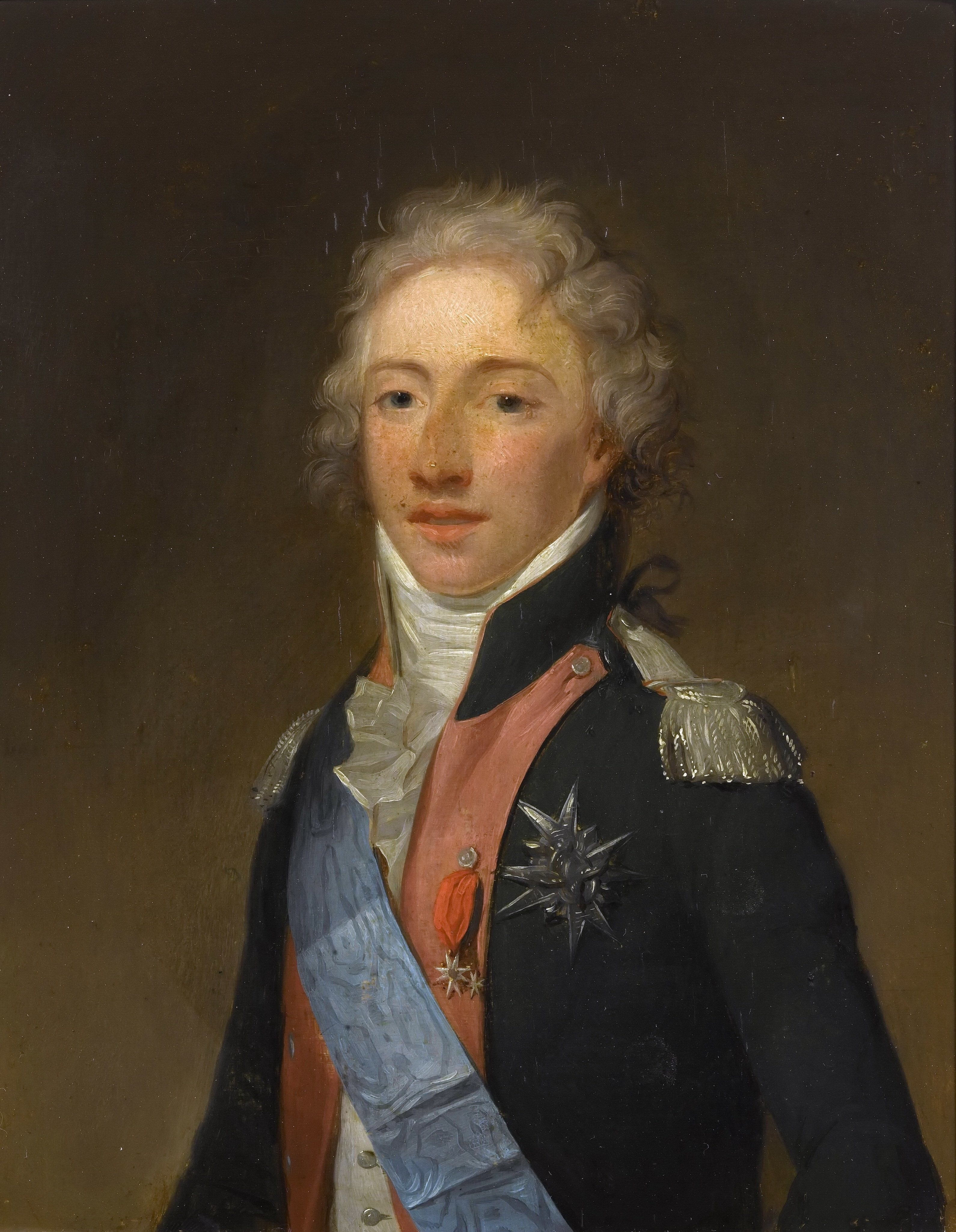
Ludwig Anton, der letzte Dauphin.

| Fürst                                                            | Regierungszeit |                                 | Anmerkungen |
| ---------------------------------------------------------------- | -------------- | ------------------------------- | ----------- |
| Ludwig Karl von Frankreich                                       | 1791–1792      | zweiter Sohn König Ludwigs XVI. |             |
| Abschaffung der Monarchie nach Proklamation der ersten Republik. |                |                                 |             |

### Dauphin von Frankreich während der Restauration
| Dauphin                                                                              | Regierungszeit |                     | Anmerkungen |
| ------------------------------------------------------------------------------------ | -------------- | ------------------- | ----------- |
| Ludwig Anton von Frankreich                                                          | 1824–1830      | Sohn König Karls X. |             |
| Der Titel Dauphin von Frankreich wurde nach der Julirevolution von 1830 abgeschafft. |                |                     |             |